# 和姓
和姓為中文姓氏之一，在《百家姓》中排名第97位。

## 起源
- 宋穆公名「和」，其庶流後裔以「和」為姓。
- 楚國賢人卞和後裔，或以「和」為姓。[原創研究？]
- 和州蠻民漢化，以「和」為姓。

## 外部連結
[在维基数据编辑]
 《百家姓》
 《欽定古今圖書集成·明倫彙編·氏族典·和姓部》，出自陈梦雷《古今圖書集成》